# تشارلي وايت (لاعب كرة قاعدة)
تشارلي وايت (بالإنجليزية: Charlie White)‏ هو لاعب كرة قاعدة أمريكي، ولد في 12 أغسطس 1927 في كينستون في الولايات المتحدة، وتوفي في 26 مايو 1998 في سيتاك في الولايات المتحدة.

## وصلات خارجية
- تشارلي وايت على موقعبيزبول رفرنس.كوم (الدوري الرئيسي) (الإنجليزية)
- تشارلي وايت على موقعبيزبول رفرنس.كوم (الدوري الثانوي) (الإنجليزية)